# Elbriot
Elbriot (deutsch „Elbaufruhr“) ist ein seit 2013 jährlich stattfindendes eintägiges Metal-Openair-Musikfestival in Hamburg.

## Geschichte
Das Festival findet auf dem Freigelände des Großmarkts Hamburg statt. Schon bei der Erstausgabe des Festivals war es in kürzester Zeit mit 14.000 Tickets ausverkauft. Bei der ersten Auflage des Festivals war man organisatorisch nicht auf die hohen Besucherzahlen eingestellt, so gab es als unnötig empfundene Absperrungen auf dem Gelände und Engpässe bei der Getränkeversorgung. Die Metalcore-Band As I Lay Dying musste ihren Auftritt absagen, weil ihr Frontmann Tim Lambesis festgenommen wurde. Als Ersatz trat Caliban auf. Für die darauffolgende Jahre wurde daraufhin ein neues überarbeitetes Konzept vorgestellt und angewandt. Es gab eine veränderte Einlass-/Eingang-Situation und weniger Absperrungen. Überschattet wurde das zweite Festival durch kühle Temperaturen, Windböen und einige Regenschauer. Die kurzfristige krankheitsbedingte Absage von Of Mice & Men 2014 wurde erneut durch Caliban aufgefangen. Das dritte Festival fand unter teils schwül-warmen Bedingungen statt, zu größeren Rettungseinsätzen kam es jedoch nicht.
2017 war das Festival schon Wochen vorher ausverkauft und fand auf einem anderen Platz beim Mehr!-Theater am Großmarkt statt. Aus terminlichen Gründen wurde das Festival von zwei auf einen Tag verkürzt.

## Bands
- 2013: Anthrax, Betontod, Bullet for My Valentine, Caliban, Fear Factory, Killswitch Engage, Slayer, Trivium, Whitechapel
- 2014: A Day to Remember, Airbourne, Amon Amarth, August Burns Red, Caliban, Graveyard, Life of Agony, Machine Head, Wovenwar
- 2015: Black Stone Cherry, Blues Pills, Callejon, Enter Shikari, Eskimo Callboy, In Flames, Kreator, Kvelertak, Opeth, Vitja
- 2016: Slayer, Sabaton, Powerwolf, Mastodon, Steel Panther, Carcass, Testament, Asking Alexandria, Paradise Lost (u. a.)
- 2017: Megadeth, Bullet for My Valentine, Trivium, Hatebreed, Children of Bodom, Architects, August Burns Red, Whitechapel, Bury Tomorrow
- 2018: Arch Enemy, Beartooth, Jasta, Our Mirage, Skindred, Suicidal Tendencies, Satyricon, Uncured
- 2019: Airbourne, Dragonforce, Hatebreed, In Flames, Jinjer, Of Mice & Men, Shvpes, Zeal & Ardor
- 2020: abgesagt
- 2021: abgesagt
- 2022: Bullet for My Valentine, Accept, Fever 333, Jinjer, Alestorm, Caliban, Kissin’ Dynamite, Our Mirage
- 2023: Architects, Arch Enemy, Carcass, Frog Leap, Mantar, Die Kassierer, Nasty, Das Pack
- 2024: Amon Amarth, Beyond the Black, Motionless in White, Graveyard, The Amity Affliction, Neaera, Brutus, Bokassa
- 2025: Siamese, Future Palace, The Chats, Smash into Pieces, Kissin’ Dynamite, Kerry King, Kreator, Papa Roach

## Hammaburg Fest
Als Ergänzung zum Elbriot fand 2018 auch erstmals bei hochsommerlichen Temperaturen das Hammaburg Fest auf demselben Gelände statt.
- 2018: Schwerpunkt Mittelalter-Rock mit Die Apokalyptischen Reiter, Feuerschwanz, In Extremo, Schandmaul
- 2019: Clawfinger, Emil Bulls, The Sisters of Mercy, Life of Agony